# Hippotes (Sohn des Phylas)
Hippotes (altgriechisch Ἱππότης Hippótēs), ein Nachkomme (Urenkel) des Herakles, war in der griechischen Mythologie der Sohn des Phylas und der Leipephile.
Auf einem Feldzug zur Rückeroberung der Peloponnes (Rückkehr der Herakleiden) tötete der Heraklid Hippotes den akarnanischen Seher Karnos bei Naupaktos, da er dachte, dieser sei vom Feind geschickt worden. Doch der Seher hatte den Glauben an Apollon verbreitet, weswegen der Gott des Lichts aus Rache großes Unglück im Lager der Herakliden verursachte, die Flotte wurde im Sturm aufgerieben und das Heer mit Hungerleiden gestraft. Nach einem Orakelspruch wurde Hippotes zur Besänftigung Apollons in zehnjährige Verbannung geschickt, wo er Aletes zeugte.